# 無形體科
無形體科（学名：Anaplasmataceae）是α-變形菌綱立克次體目下的一個科，包含4個已確定的屬，均是專性細胞內寄生菌。

## 分類
已知四個屬如下：
- 新立克次氏體屬 Neorickettsia
- 埃利希氏體屬 Ehrlichia
- 無形體屬 Anaplasma
- 沃爾巴克氏體屬 Wolbachia

無形體科下屬的兩個屬中的細菌有引發人類患病的記錄，其中埃利希氏體屬中有4種、無形體屬中有1種。